# Ємельянов Михайло Андрійович
Ємельянов Михайло Андрійович (нар. 12 серпня 1923 — 5 грудня 2014) — краєзнавець, колекціонер, бібліофіл, почесний громадянин міста Херсона, видатний культурний та громадський діяч Херсонщини.

## Біографія
Народився 12 серпня 1923 року в селі Савелово Старо-Юр'ївського району Тамбовської області (Росія) у селянській родині. З 1931 по 1941 роки навчався у початковій, неповній середній та середній школах Староюріївського району. У жовтні 1938 року М. А. Ємельянов вступив у члени ВЛКСМ. У листопаді 1941 року з 10-го класу його призвано до лав Червоної Армії, а у лютому 1942 року юнак потрапив на фронт. До квітня 1945 року він воював мінером та сапером в інженерно-саперних частинах на Брянському, Центральному, Білоруському, 1-му Білоруському фронтах на території Росії, України, Білорусі, Польщі, Німеччини. Водночас був комсоргом батальйону, в липні 1944 року вступив у члени КПРС. Після Другої світової війни М. А. Ємельянов продовжив службу в радянських збройних силах, навчався в Іванівському військово-політичному училищі, яке закінчив у грудні 1946 року. В 1947—1949 рр. працював секретарем комсомольського бюро батальйону курсантів Тамбовського Червонопрапорного піхотного училища, активно займався громадсько-політичною роботою. У 1950—1953 рр. навчався у Вищій офіцерській школі пропагандистів Радянської армії у м. Смоленську, працював секретарем комсомольського бюро зенітного артилерійського полку. У 1953—1956 рр. був пропагандистом у 906 артилерійському полку Закавказького військового округу, у військових частинах Москви, Тамбова, Ленінакану (Вірменія) і Галацу (Румунія), проводив активну публіцистичну діяльність. В роки військової служби, часто переїжджаючи у нове місто, М. А. Ємельянов відвідував краєзнавчий музей, театр, бібліотеку та пам'ятні місця, пов'язані з історією та культурою, лекції, зустрічався з відомими людьми.
У грудні 1956 року звільнився в запас у званні капітана й після демобілізації переїхав до Херсона. За рекомендацією Херсонського облвійськкомату у квітні 1957 року його направлено на роботу завідувачем кабінету самоосвіти у гарнізонний Будинок офіцерів Радянської армії. У 1959 р. Ємельянов закінчив з відзнакою Херсонський культурно-освітній технікум, у 1965 р. — Харківський державний інститут культури, отримавши спеціальність бібліотекаря. Саме у Херсоні розпочав колекціонерську діяльність, яка продовжувалася майже 40 років і привела до створення його унікальної колекції «Пушкініани». Вона включає не лише рідкісні видання, а й різноманітні експонати: книги, що містять значний обсяг інформації про поета, картини, книжкові знаки, настільні медалі, жетони, значки тощо. Ємельянов стає одним із засновників Херсонського міського клубу любителів книги, що відкрився у жовтні 1966 р. Через деякий час на честь великого українського поета Т. Г. Шевченка клубу дали ім'я «Кобзар». Протягом 33 років М. А. Ємельянов залишався незмінним головою клубу любителів книги «Кобзар», був членом колегії обласної організації охорони пам'яток історії та культури, президії обласної організації товариства книголюбів. З 1972 по 1990 рр. обіймав посаду завідувача партійного архіву Херсонського обкому КПУ. Протягом тривалого часу Михайло Андрійович був спочатку секретарем, потім головою Херсонського обласного відділення товариства Радянсько-Угорської дружби. Після виходу на пенсію громадську діяльність не припиняє, він проводить краєзнавчі дослідження, публікує статті та нариси у місцевій пресі. Починаючи з шкільних років мав дві пристрасті — любов до літератури і журналістика. Це привело до збирання книг, створення великої домашньої бібліотеки, в якій першість належить Пушкініані творчості О. С. Пушкіна та літературі про нього. Цей розділ бібліотеки в серпні 2003 року, до 225-ліття Херсона він передав у дар в Херсонський краєзнавчий музей, де Пушкініана зберігається на правах окремого фонду. У цьому ж році подарував зібрання творів образотворчого мистецтва художньому музею ім. О. Шовкуненка, включаючи акварелі Максиміліана Волошина, а обласній бібліотеці ім. Олеся Гончара прижиттєве видання «Кобзаря» Т. Г. Шевченка. Цим покладено початок його доброчинного діяння установам культури Херсона. Пізніше поповнювалися — Пушкінська колекція в літературному відділі краєзнавчого музею, фонди рідкісних видань обласної бібліотеки, витвори образотворчого мистецтва, подаровані художньому музею. Свої спостереження на фронті, узагальнення досвіду роботи, знайомство з історією і культурою Херсона згодом лягли в основу для публікацій їх в періодичному друці. Рішенням Херсонської міської ради від 30.08.2013 № 1127 за особистий внесок у культурний розвиток міста присвоєно звання «Почесний громадянин м. Херсона». Помер 5 грудня 2014 року.

## Нагороди
М. А. Ємельянов нагороджений: орденом Вітчизняної війни I (1945) та II ступеню (1985), орденом Червоної Зірки (1956), орденом Слави III ступеню (1944), орденом «За мужність» (1999), орденом «За заслуги» III ступеня (2008), 17 медалями, в їх числі дві медалі «За бойові заслуги», знаком «Відмінний мінер» (1943), нагрудним знаком «Відмінник архівної справи» (1986). За активну громадську діяльність він відзначений почесними грамотами президії обласної ради ветеранів (1998, 2002, 2003, 2008), облдержадміністрації (2002, 2003, 2005), Херсонської облради (2005, 2007, 2008), ЦК КПУ (2003), облкомітету КПУ — (1978, 2008), ЦК ЛКСМ України (1951, 2004), відзнакою «Почесний ветеран України» (2010).

## Друковані роботи
1. Емельянов Михаил Андреевич. Иных уж нет, а те далече… : докум. изд./ М. А. Емельянов; ред. Л. Марченко. — Херсон: Айлант, 2012. — 167 с.
2. Емельянов Михаил Андреевич. Книги в моей жизни: (воспоминания): [док. повесть] / М. А. Емельянов; ред. Л. В. Марченко — Херсон: Айлант, 2005. — 98 с.
3. Емельянов Михаил Андреевич. Книги в моей жизни: (воспоминания): [док. повесть] / М. А. Емельянов; ред. Л. Марченко — Херсон: Айлант, 2008. — 168 с.
4. Емельянов Михаил Андреевич. Незабываемые встречи: воспоминания о Г. В. Курнакове / М. А. Емельянов; ред. Л. В. Марченко — Херсон: Айлант, 2006. — 75 с.
5. Емельянов Михаил Андреевич. 40 лет служения книге: (из истории Херсон. гор. клуба книголюбов «Кобзарь», 1966—2006) / М. А. Емельянов; ред. Л. В. Марченко. — Херсон: Айлант, 2007. — 156 с.
6. Емельянов Михаил Андреевич. Судьба коллекционера: к 100-летию со дня рождения Л. К. Ширяева: [сборник] / М. А. Емельянов; ред. Л. В. Марченко. — Херсон: Айлант, 2006. — Библиогр.: с.100-104. — 120 с.
7. Книги років вогненних: (видання 1941—1945 рр. із фондів б-ки та зібрання книголюба М. А. Ємельянова): кат. вист. / Херсонська обласна універсальна наукова бібліотека ім. О. М. Горького; уклад. Л. М. Андрієнко, уклад. М. А. Ємельянов, ред. Л. І. Зелена — Херсон, 1995. — 50-річчю Перемоги присвячується. — 34 с.